# Mitsuko Coudenhove-Kalergi

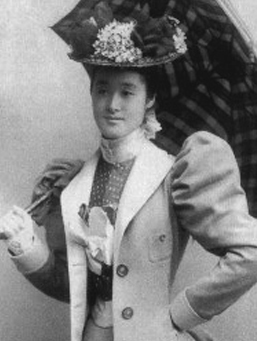
Mitsuko Coudenhove-Kalergi

Mitsuko Maria Thekla Coudenhove-Kalergi (* 7. Juli 1874 in Tokio; † 27. August 1941 in Mödling) war Ehegattin des österreichisch-ungarischen Diplomaten Heinrich Graf von Coudenhove-Kalergi und Mutter u. a. von Richard Nikolaus, Gerolf Coudenhove-Kalergi und der Schriftstellerin Ida Friederike Görres.

## Leben

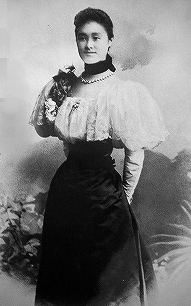
Mitsuko Coudenhove-Kalergi

Mitsuko Coudenhove-Kalergi, geb. Aoyama (青山), wurde 1874 als Tochter eines Antiquitäten- und Ölhändlers aus dem Haus Aoyama in Ushigome (heute: Shinjuku, Tokio) geboren. Im Alter von 17 Jahren lernte sie den österreichisch-ungarischen Geschäftsträger in Japan Heinrich von Coudenhove-Kalergi kennen. Mitsuko wurde in Japan katholisch getauft und erhielt dabei die Vornamen Maria Thekla. Dann heirateten die beiden mit Einwilligung des österreichisch-ungarischen und des japanischen Außenministeriums am 16. März 1892 in der Residenz des römisch-katholischen Erzbischofs von Tokio. Die Behauptung, sie sei deswegen von ihrem Vater verstoßen und enterbt worden, entspricht wenig dem Sachverhalt, da sie ohne Einwilligung ihres Vaters nicht hätte heiraten können. Sie gebar zwei Söhne, Hans und Richard, in Japan.
Heinrich Coudenhove-Kalergi hatte nicht die Absicht, nach Europa zurückzukehren, und hatte daher seinen jüngeren Bruder Hans darauf vorbereitet, das Erbe im böhmischen Ronsperg zu übernehmen. Als sein Vater Franz Karl Coudenhove 1893 starb, stellte sich allerdings heraus, dass er sein Erbe nicht Heinrich vermacht hatte, sondern dem ältesten Sohn meines ältesten Sohnes. Als dessen Vormund sah sich Heinrich nun verpflichtet, den diplomatischen Dienst zu quittieren und auf die böhmischen Familiengüter zurückzukehren. Mitsuko kam mit ihm. Dort schenkte sie fünf weiteren Kindern das Leben.
Nach dem Tod von Heinrich Graf Coudenhove-Kalergi 1906 übernahm Mitsuko die Verwaltung der Familiengüter in Westböhmen und die Erziehung der Kinder, aber zog vom Schloss Ronsperg in das nahegelegene ehemalige Kloster Stockau. Ihre Söhne besuchten das Theresianum in Wien, die Töchter die Mary-Ward Schule in St. Pölten. Ihre Ferien verbrachten die Kinder mindestens bis 1922 in Stockau. Zugleich, von 1911 bis 1915, war Maria Thekla Coudenhove-Kalergi auch in Lehmann’s allgemeinem Wohnungs-Anzeiger für Wien an der Adresse 13., Maxingstraße 12 (neben dem Park von Schloss Schönbrunn, der Kaiserresidenz), eingetragen.

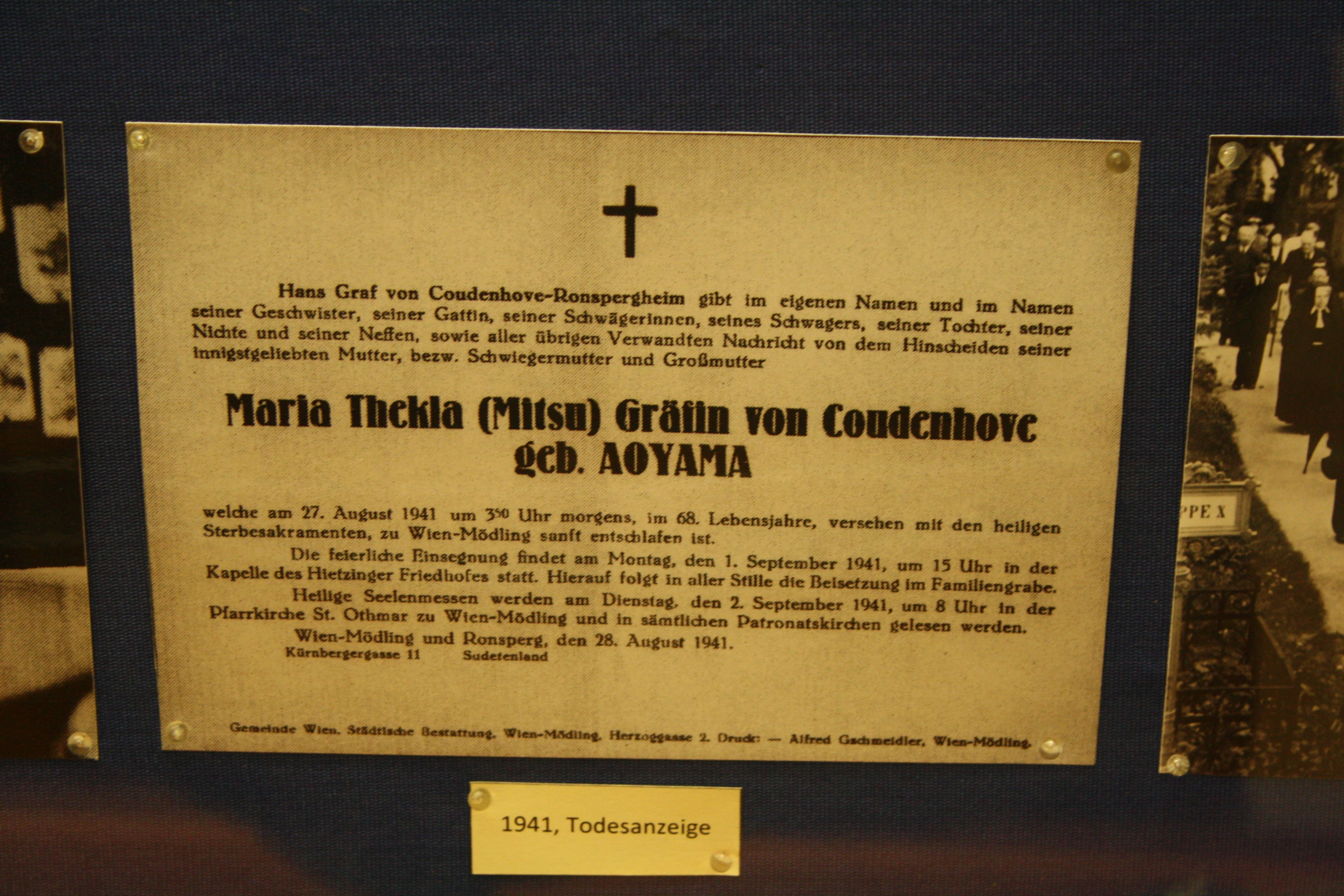
Parte von Mitsuko von Coudenhove-Kalergi

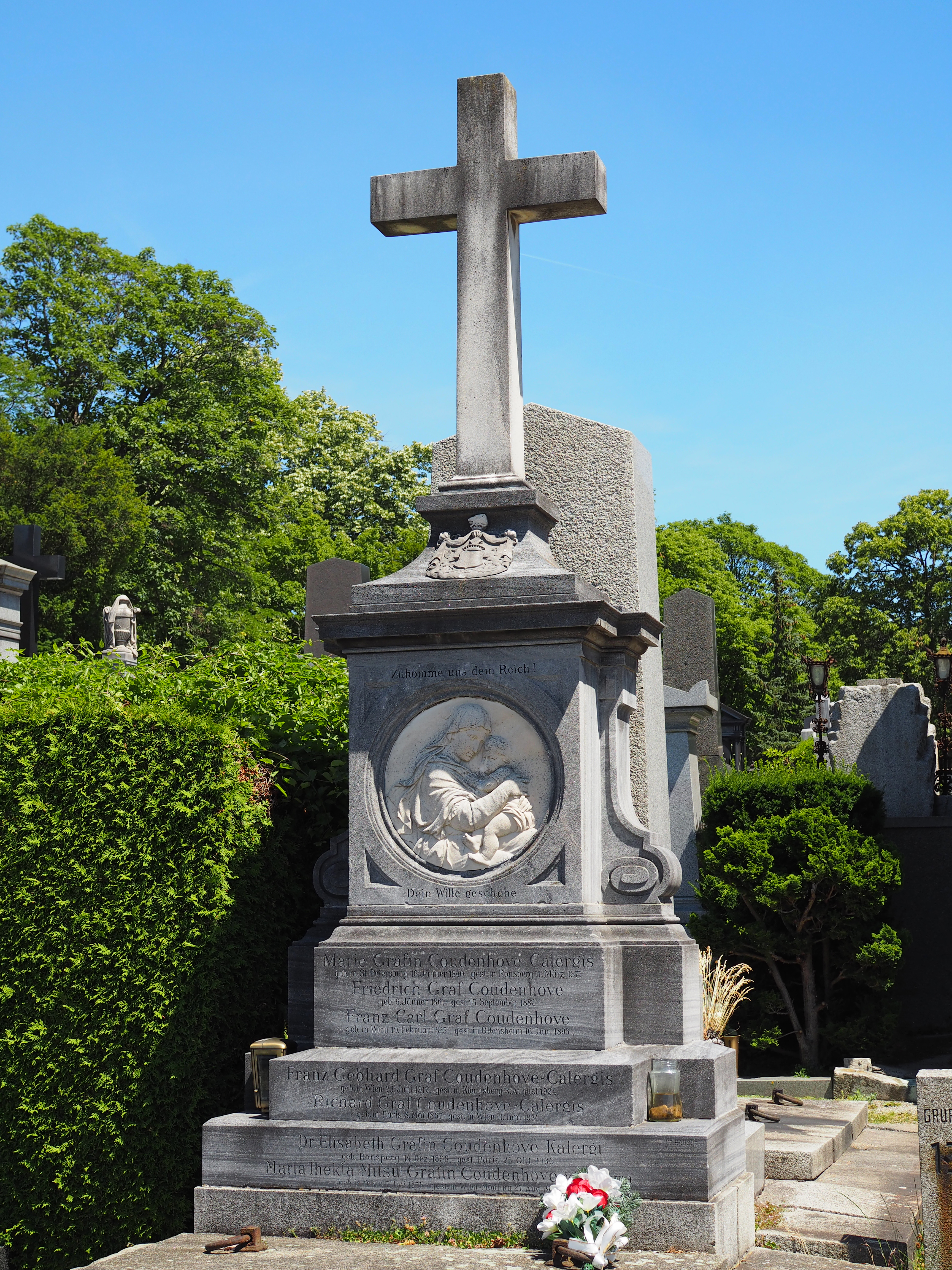
Grab von Mitsuko Coudenhove-Kalergi auf dem Hietzinger Friedhof

1924 übersiedelte sie nach Mödling. Im Jahr 1925 erlitt sie einen leichten Schlaganfall. Sie verließ daraufhin das Haus nur noch selten, in dem sie schließlich 1941 verstarb. Ihr Grab befindet sich auf dem Hietzinger Friedhof (Gruppe 13, Nummer 69).

## Kinder und Nachkommen
- Johann Evangelist Virgilio Graf Coudenhove-Kalergi (1893–1965), auch Kōtarō (光太郎) genannt, – er war mit Lilly Steinschneider, einer der ersten Pilotinnen Österreichs, verheiratet.[1]
- Richard Nikolaus Graf von Coudenhove-Kalergi (1894–1972), auch Eijirō (栄次郎) genannt, Gründer der Paneuropa-Bewegung.
- Gerolf Joseph Benedikt Maria Valentin Franz Coudenhove-Kalergi (1896–1978), der Vater der Journalistin Barbara Coudenhove-Kalergi war Übersetzer von Haiku-Versen und  Beamter an der japanischen Gesandtschaft in Prag.[4]
- Elisabeth Maria Anna Coudenhove-Kalergi (1898–1936) war Sekretärin  und  wissenschaftliche  Mitarbeiterin  von  Bundeskanzler  Engelbert Dollfuss.[4]
- Olga Marietta Henriette Maria Coudenhove-Kalergi (1900–1976)
- Ida Friederike Maria Anna Görres (1901–1971) war Schriftstellerin und kirchlich engagiert
- Karl Heinrich Franz Maria Coudenhove-Kalergi (1903–1987) war Opernsänger.[4]

## Nachleben
Mitsuko ist in Japan eine äußerst populäre Person, der Filme und ein Musical gewidmet wurden.  In Bernhard Setzweins historischem Roman Der böhmische Samurai (2017) über die Familie Coudenhove-Kalergi spielt sie eine Hauptrolle.